# Wordplay (Zona crepusculară)
Joc de cuvinte (titlu original: Wordplay) este primul segment al celui de-al doilea episod al sezonului I al serialului Zona crepusculară din 1985. A avut premiera la 4 octombrie 1985.

## Introducere
Acest segment, spre deosebire de altele, nu are o introducere narativă.

## Prezentare
Bill este un om obișnuit. Dar, într-o zi, el observă că vocabularul oamenilor din jurul său se schimbă treptat: de exemplu pentru cuvântul mâncare oamenii folosesc acum cuvântul dinozaur. Acesta este doar începutul  nebuniei, marcat de schimbare lexiconului familiar. Curând, fiul lui Bill are febră foarte mare și trebuie să meargă la spital cu soția sa  Kathie, pentru că este singura care se poate exprima într-un limbaj mai rațional și logic. La sfârșitul poveștii, Bill studiază o carte cu poze aparținând fiului său și învață cuvinte noi. De exemplu, un câine se numește acum miercuri.

## Concluzie
„O întrebare freamătă în adâncul tăcerii: De ce toate aceste întâmplări neobișnuite i s-au întâmplat acestui om perfect normal? Nu contează de ce lumea s-a schimbat atât de drastic pentru el. Existența noastră e schimbătoare în cea mai mare parte a timpului. Important este că acest Bill Laury nu este un om banal, este unul dintre noi, un om determinat să supraviețuiască în lumea care a fost, în lumea de azi, în lumea care va veni, în Zona crepusculară.
”

## Legături externe
- TV.com, The Twilight Zone (1985): Wordplay
- Wordplay la IMDb